# Love Scene
《Love Scene》은 이루마의 1집 정규 음반이다. 이루마의 데뷔 앨범으로 우리나라 연주음악계에 새로운 지평을 열었으며 이루마 음악의 시작점인 앨범이다. 유럽의 세련된 감성과 동양의 서정미를 동시에 지니고 있는 본 앨범에는 TV BGM으로 수없이 사용되었던 "Wait There", "Tears On Love" 등을 비롯한 총 13곡의 피아노 솔로 연주곡이 수록되어 있으며 초기 이루마의 곡 분위기가 잘 나타나 있다.

## 수록곡
전체 작곡: 이루마, Francis Lai
| #   | 제목                                          | 재생 시간 |
| --- | --------------------------------------------- | --------- |
| 1.  | 〈"Overture"〉                                | 4:05      |
| 2.  | 〈"Autumn Scene"〉                            | 4:35      |
| 3.  | 〈"남(男) & 여(女) (Un Homme Et Une Femme)"〉 | 4:56      |
| 4.  | 〈"Memories In My Eyes"〉                     | 4:53      |
| 5.  | 〈"Picture Me"〉                              | 4:18      |
| 6.  | 〈"Sunny Rain"〉                              | 4:44      |
| 7.  | 〈"Gabriel"〉                                 | 4:03      |
| 8.  | 〈"Tears On Love"〉                           | 3:32      |
| 9.  | 〈"Looking Back"〉                            | 5:20      |
| 10. | 〈"Nothing To Say (Just Wanna Say)"〉         | 4:15      |
| 11. | 〈"Eversince"〉                               | 4:46      |
| 12. | 〈"Wait There"〉                              | 4:55      |
| 13. | 〈"Remember The Scene"〉                      | 4:19      |